# Mikroregion Podchřibí
Mikroregion Podchřibí je svazek obcí v okresu Hodonín, jeho sídlem je Ježov a jeho cílem je regionální rozvoj obecně. Sdružuje celkem 7 obcí a byl založen v roce 2000.

## Obce sdružené v mikroregionu
- Ježov
- Kelčany
- Labuty
- Skalka
- Vřesovice
- Žádovice
- Hýsly